# Disequazione
Una disequazione, in matematica, è una relazione di disuguaglianza tra due espressioni che contengono delle incognite. In altri termini, dette {\displaystyle f} e {\displaystyle g} due funzioni reali definite in un insieme {\displaystyle A}, una disequazione nella variabile {\displaystyle x} (inclusa la possibilità che {\displaystyle x=x_{1},\dots ,x_{n}} corrisponda a più variabili) è un'espressione che assume una delle quattro forme:
{\displaystyle f(x)>g(x),\qquad f(x)<g(x),\qquad f(x)\geq g(x),\qquad f(x)\leq g(x).}
Risolvere una disequazione significa esplicitare l'insieme di valori {\displaystyle x} che rendono la disuguaglianza soddisfatta. Tipicamente (quando {\displaystyle x\in \mathbf {R} }, {\displaystyle f} e {\displaystyle g} sono continue) l'insieme delle soluzioni è una unione (finita o numerabile) di intervalli disgiunti.

## Principi di equivalenza
Due disequazioni si dicono equivalenti se i rispettivi insiemi delle soluzioni coincidono. Vi sono due principi che consentono di manipolare le disequazioni per trovare l'insieme delle soluzioni; essi sono una conseguenza diretta delle proprietà delle disuguaglianze:
1. Principio di addizione (o primo principio di equivalenza): aggiungendo o sottraendo ai due membri di una disequazione una stessa espressione, si ottiene una disequazione equivalente. Ciò implica che si può eliminare da entrambi i membri uno stesso termine oppure spostarlo da un membro all'altro cambiandolo di segno (che equivale ad aggiungere il suo opposto). Ad esempio, la disequazione {\displaystyle x+2>3-x} è equivalente a {\displaystyle 2x>1} (abbiamo sommato {\displaystyle x-2} ad ambo i membri).
2. Principio di moltiplicazione (o secondo principio di equivalenza): moltiplicando o dividendo i due membri di una disequazione per una stessa espressione che sia sempre positiva si ottiene una disequazione equivalente alla data; moltiplicando o dividendo per un'espressione negativa, la disequazione sarà controversa alla data. Ciò implica che si può cambiare il segno a tutti i termini di entrambi i membri, purché si cambi anche il verso della disequazione (in effetti, ciò equivale a moltiplicare per {\displaystyle -1\;}). Ad esempio la disequazione {\displaystyle 2x>1} è equivalente a {\displaystyle x>{\frac {1}{2}}} (abbiamo moltiplicato ambo i membri per {\displaystyle {\frac {1}{2}}}).
3. Principio di invarianza: in generale applicando una funzione strettamente crescente ad ambo i membri di una disequazione, si ottiene una disequazione equivalente, applicando invece una funzione strettamente decrescente si inverte il segno della diseguaglianza. I due principi precedenti corrispondono ad applicare una funzione lineare {\displaystyle mx+q}.

Applicando il principio di addizione, e sottraendo il membro destro ad ambo i membri di una disequazione, lo studio di una qualunque disequazione si riconduce allo studio del segno di una funzione: {\displaystyle f(x)>0}, {\displaystyle f(x)=0}, {\displaystyle f(x)<0}.

## Disequazioni algebriche
Quando la funzione {\displaystyle f(x)} di cui si vuole determinare il segno è un polinomio, si parla di disequazione algebrica. Nel caso in cui si riescano a determinare le radici del polinomio, il segno del polinomio può essere determinato facilmente: il polinomio si annulla nell'insieme delle radici, cambia segno ogni volta che si attraversa una radice di molteplicità dispari, mantiene il segno quando si attraversano radici di molteplicità pari. Una volta determinato il segno in un punto qualunque è quindi possibile derivare il segno in ogni intervallo delimitato da radici (compresi i due intervalli illimitati all'esterno della prima e ultima radice del polinomio). A seconda del grado del polinomio {\displaystyle f(x)} si parlerà in particolare di: disequazioni lineari, disequazioni quadratiche, disequazioni cubiche, disequazioni intere, disequazioni fratte.

## Altri tipi di disequazioni
Le disequazioni della forma {\displaystyle {\sqrt[{n}]{f(x)}}\gtreqless g(x)} si chiamano disequazioni irrazionali. Le disequazioni della forma {\displaystyle |f(x)|\gtreqless g(x)} sono dette disequazioni con il valore assoluto. Disequazioni che contengono funzioni trascendenti si chiamano invece disequazioni trascendenti e a seconda del tipo di funzioni coinvolte si possono classificare in disequazioni esponenziali, disequazioni logaritmiche, disequazioni trigonometriche.